# بیگدوی

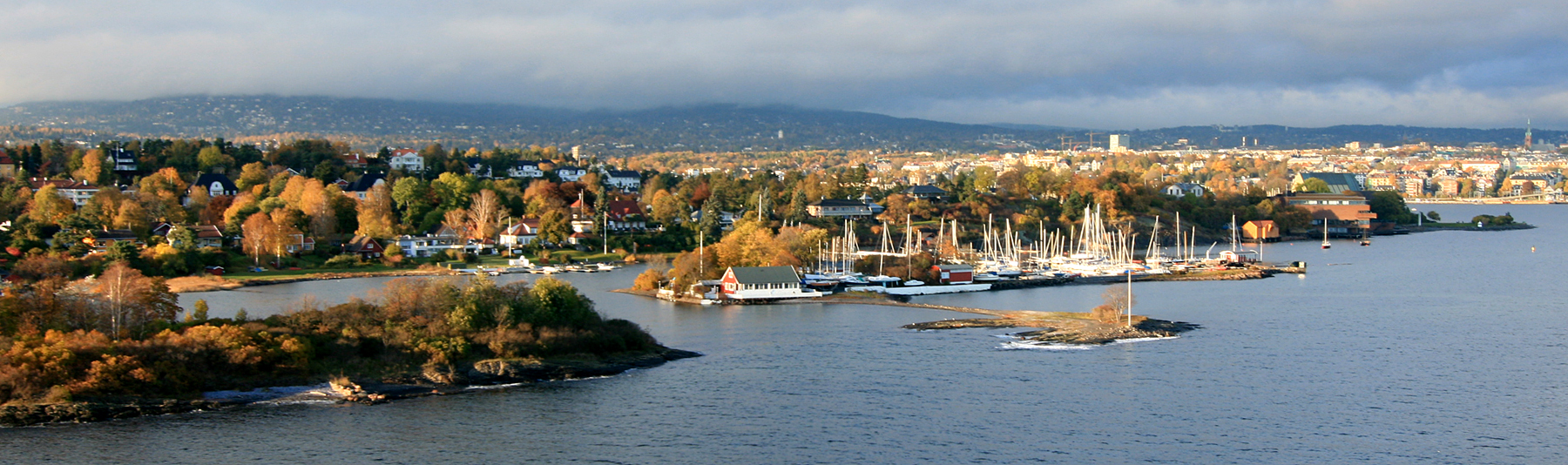
نمایی از شبه‌جزیرهٔ بیگدوی (بیگدو) سمت غربی اسلو در نروژ - ۲۰۰۷

بیگدوی یا بیگدو (به نروژی: Bygdøy) شبه جزیره‌ای است که در سمت غربی اسلو در نروژ واقع شده‌است. از نظر اداری، بیگدوی متعلق به بخش فروگنر است. از نظر تاریخی بیگدوی بخشی از شهرداری آکر بود و در سال ۱۹۴۸ بخشی از اسلو شد. بیگدوی یک منطقه تفریحی محبوب است و یکی از شیک‌ترین مناطق مسکونی در نروژ است که گران‌ترین املاک در کل کشور در آن یافت می‌شود. بیگدوی همچنین خانه پنج موزه ملی و همچنین یک املاک سلطنتی است. خانواده‌های ثروتمند کریستیانیا در طول قرن‌های ۱۸ و ۱۹ خانه‌های روستایی در بیگدوی به دست آوردند. در قرن نوزدهم، بیگدوی مورد علاقه ثروتمندان منطقه پایتخت شده بود و منحصراً محل سکونت ثروتمندان و خادمان آنها شده بود.